# Toribío
Toribío es un municipio colombiano ubicado en el departamento de Cauca.

## Geografía
La cabecera municipal se encuentra localizada a los 02º57'29" de latitud norte y 76º16'17" de longitud oeste, a una altitud de 1800 m.s.n.m y presenta una temperatura de 19 °C.

## División Político-Administrativa
Además de su Cabecera municipal. Toríbio tiene bajo su jurisdicción los siguientes Centros poblados:
- San Francisco
- Tacueyo

## Vías de comunicación
Cuenta con la vía principal totalmente pavimentada desde Santander de Quilichao hasta la cabecera municipal. Sus vías secundarias y terciarias se encuentran en muy mal estado debido a la fuerte ola invernal que se presenta en el país en estos meses de noviembre-diciembre de 2011. Toribío tiene parte del área de páramo que es protegido por el gobierno como parque natural.

## Historia
A mediados de 2011 a 2013, el municipio había sido afectado por varios asaltos por parte de las guerrillas presentes en la zona, lo que ha provocado una reducción en todos los sentidos al sitio.

### Conflicto Armado
Desde los años 1980, Toribío ha contabilizado más de 600 ataques de parte de las guerrillas izquierdistas en el marco del Conflicto interno colombiano; se calcula que por estos hechos 41 personas han muerto y 600 han resultado heridas. El ataque más violento fue perpetrado por las FARC el 8 de julio de 2011, cuando un bus escalera (chiva) bomba destruyó la estación de policía, ubicada cerca del mercado. La explosión ocurrió a las diez de la mañana, hora local, cuando el mercado se encontraba más concurrido. Murieron al menos tres personas y setenta resultaron heridas. Ese mismo día, pero luego del atentado, se reportaron otros ataques en pueblos cercanos. El gobierno colombiano responsabilizó al 6º Frente de las FARC.
Los nasa, que suman unas 115 000 personas en zonas del norte de Cauca, exigen desde hace años tener el control de sus territorios y el retiro tanto de los rebeldes como de los militares y la policía, lo que ha sido descartado por el gobierno del presidente Juan Manuel Santos.
Esas demandas de retiro se reavivaron en julio cuando las FARC atacaron el casco urbano de Toribío, un paso geográfico clave para el movimiento de rebeldes y drogas hacia el centro y suroeste del país debido a que se ubica entre dos cordilleras y da acceso a la costa del Pacífico colombiano.

## Economía
El comercio, la ganadería y la agricultura son las actividades económicas más importantes. De éstas se destacan los cultivos de café, con 2117 hectáreas, y los cultivos de maíz, con 320 hectáreas.

## Etnografía
El territorio indígena, es habitado por Nasas. En la actualidad el 97 % de la población es indígena y el resto son mestizos/blancos.

## Cultura
A nivel cultural se desarrollan programas de música desde la Casa de la Cultura de donde desde hace el año 2004 se implementó la escuela de música de donde nace la Banda Municipal de Viento y la orquesta Son de mi Tierra.

## Servicios

### Salud
El municipio cuenta con dos hospitales uno de carácter público llamado Cxayu'cejxut empresa social del estado desde el año 2005, con prestación de servicios de nivel 1 en la cabecera municipal de Toribío, otro en Tacueyó y otro en Jambaló y 4 puntos de atención en la zona rural. Un centro de rehabilitación para niños discapacitados. El otro hospital es el implementado por la asociación de Cabildos Indígenas del Norte del Cauca llamado Cxhab Wala Kiwe en el año 2011.

### Educación
En la cabecera municipal existe un establecimiento educativo con nivel de educación preescolar, básica y media llamada Institución Educativa Toribío, cuenta con 742 estudiantes y 28 profesores; en la zona rural específicamente en la vereda Betulia se encuentra otro establecimiento de educación preescolar, básica media y cuenta con 450 estudiantes, se llama Institución Educativa Toribío.
El otro centro educativo importante es la Institución Educativa Técnica Agrícola Indígena Quintín Lame que funciona en el centro poblado de Tacueyó e imparte educación preescolar, básica y media con 1000 estudiantes y cerca de 51 profesores, aproximadamente.
El Centro de Educación, Capacitación e Investigación para el Desarrollo Integral de la Comunidad (Cecidic) imparte educación preescolar, básica y media con 1117 estudiantes y 56 profesores; el sector rural a nivel municipal, cuenta con 52 establecimientos de primaria, 4689 estudiantes y 394 profesores; cuenta también con un centro de educación superior “Ceres” y un programa de etnoeducación de la Universidad Pontificia Bolivariana de Medellín. 
El municipio tiene servicios de acueducto, energía eléctrica, telefonía fija y móvil, telegrafía, correo nacional y una sucursal de la Caja Agraria. Para la difusión cultural y recreativa dispone de una biblioteca y algunos escenarios deportivos, una emisora comunitaria y sala de sistemas con acceso a internet "Toribío ya Vive Digital".